# Chevrolet Citation
Der Chevrolet Citation war ein Kompaktwagen des US-amerikanischen Automobilherstellers General Motors unter der Automobilmarke Chevrolet, das mit Frontantrieb ausgerüstet war. Er wurde als Nachfolger des beliebten Nova von Frühjahr 1979 bis Mitte 1985 in insgesamt 1,63 Millionen Exemplaren hergestellt.

## Geschichte
Der Chevrolet Citation basierte auf der neuen X-Plattform von General Motors; Schwestermodelle waren der Buick Skylark, der Oldsmobile Omega und der Pontiac Phoenix.
Nach einem überaus erfolgreichen ersten Modelljahr (mit über 800.000 produzierten Einheiten) sackte der Verkauf stark ab. Ursache dafür war, dass der Citation als das Auto mit den bis dahin meisten Rückrufen in die Annalen einging. 
Ab Modelljahr 1984 trug der Wagen offiziell die Bezeichnung Citation II, wohl um auf die zahlreichen konstruktiven Verbesserungen hinzuweisen, die ihm zuteilgeworden waren. 
Im Gegensatz zu den bis dahin üblichen großformatigen amerikanischen Autos war der Chevrolet Citation nur 4,50 Meter lang. GM reagierte damals auf den Kundenbedarf nach ökonomischeren Motoren und bot dieses Auto mit 2,8-Liter-Sechszylinder-V-Motor mit 85 kW (115 PS) oder mit 2,5-Liter-Vierzylinder-Reihenmotor mit 66 kW (90 PS) an. 
Der Citation war, wie seine Schwestermodelle Phoenix, Skylark und Omega bei deutschen Opel/GM-Händlern erhältlich. Der Verkaufspreis betrug 1979 ab Werk ohne Extras 18.990 DM.

### Karosserieversionen
Den Chevrolet Citation gab es in drei verschiedenen Ausführungen:
- dreitürig mit Schrägheck
- fünftürig mit Schrägheck
- zweitüriges Coupé mit Stufenheck (nur Modelljahre 1980 sowie 1982 bis 1984)

Als Topmodell wurde der Citation ab Modelljahr 1981 mit der Zusatzbezeichnung X11 angeboten. Dieses Fahrzeug hatte serienmäßige Aluminiumräder, Heckabrißkante und einen auf 99 kW (135 PS) leistungsgesteigerten 2,8-Liter-V6-Motor. 
Der X11 wurde nur als zweitüriges Coupé und als dreitüriges Fließheckmodell angeboten.

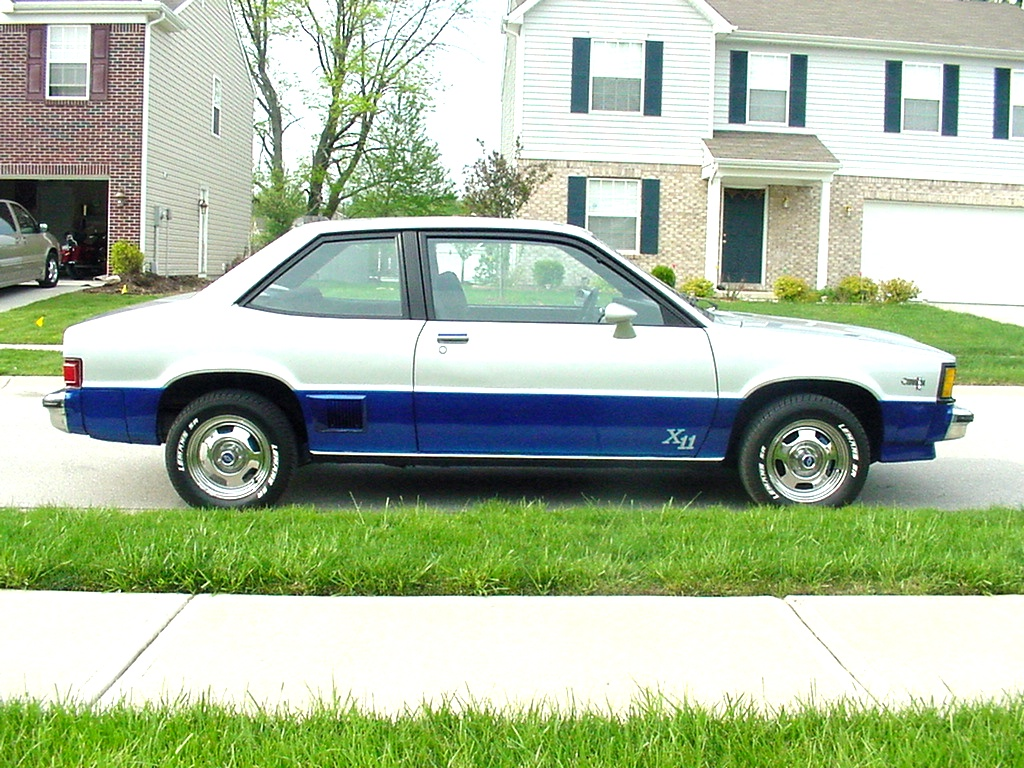
Chevrolet Citation Coupé X11 (1980)
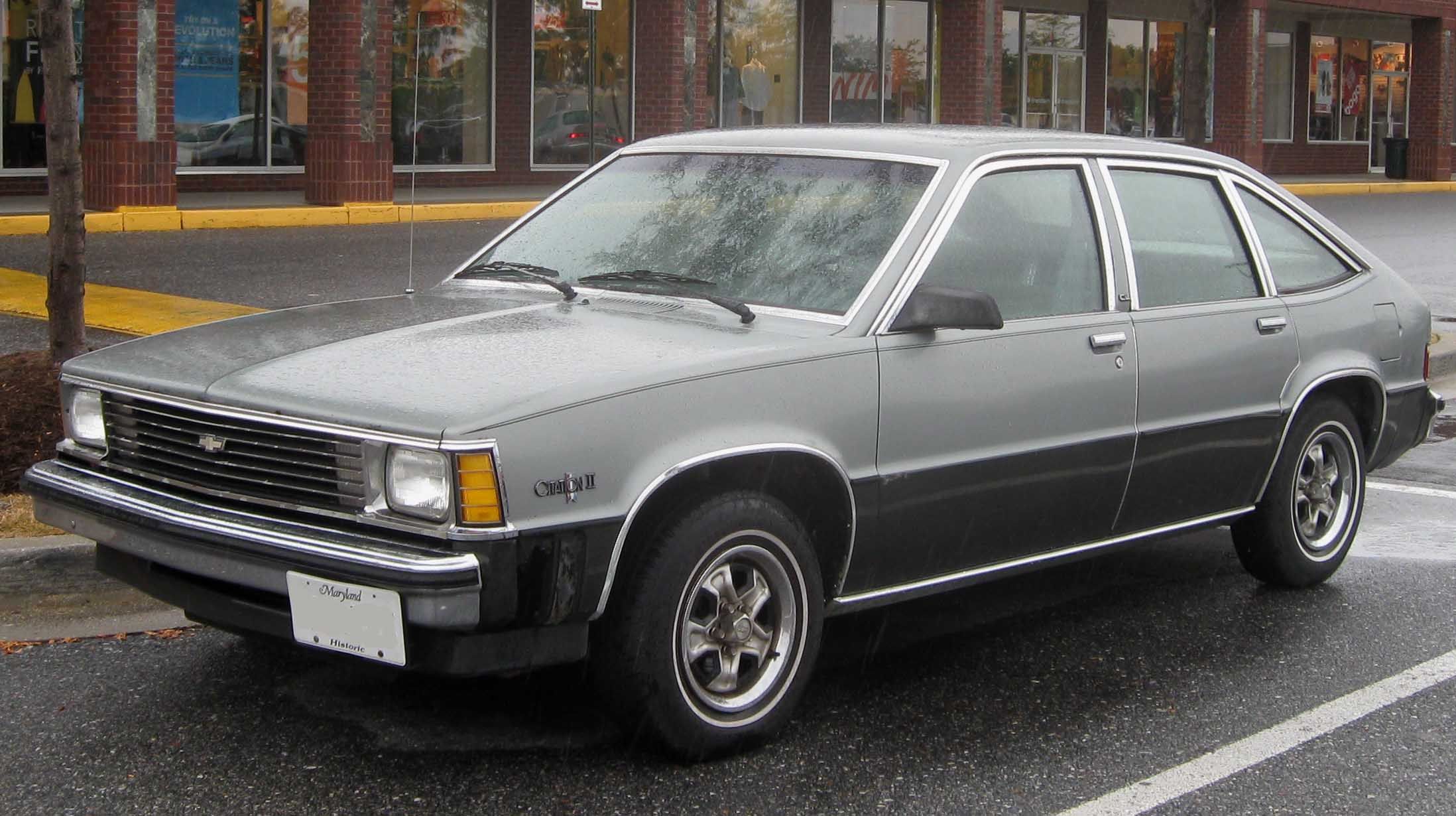
Chevrolet Citation II (1984)
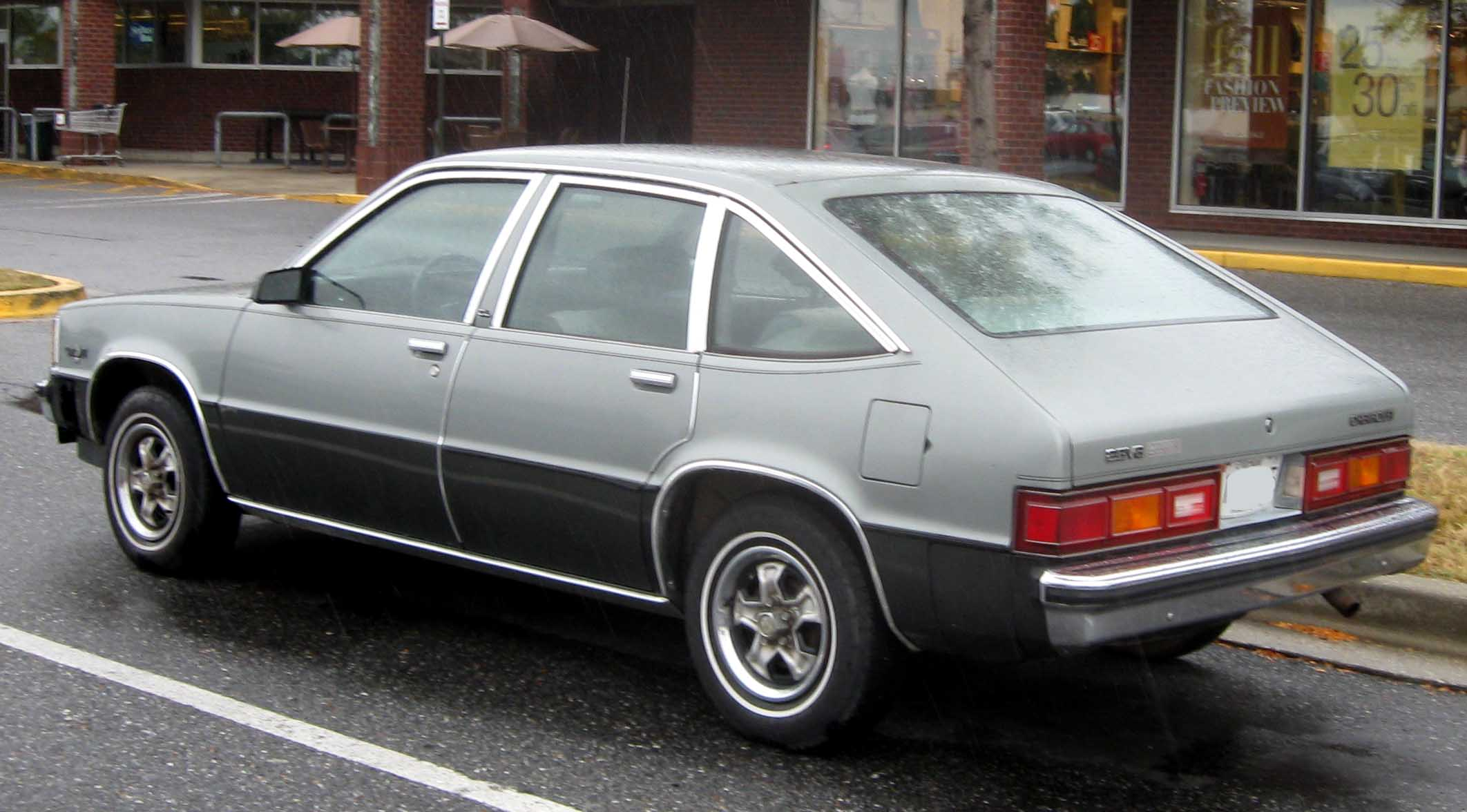
Heckansicht